# SMN1
SMN1 (англ. Survival of motor neuron 2, centromeric) – білок, який кодується однойменним геном, розташованим у людей на короткому плечі 5-ї хромосоми. Довжина поліпептидного ланцюга білка становить 294 амінокислот, а молекулярна маса — 31 849.
| 10         |  | 20         |  | 30         |  | 40         |  | 50         |
| ---------- |  | ---------- |  | ---------- |  | ---------- |  | ---------- |
| MAMSSGGSGG |  | GVPEQEDSVL |  | FRRGTGQSDD |  | SDIWDDTALI |  | KAYDKAVASF |
| KHALKNGDIC |  | ETSGKPKTTP |  | KRKPAKKNKS |  | QKKNTAASLQ |  | QWKVGDKCSA |
| IWSEDGCIYP |  | ATIASIDFKR |  | ETCVVVYTGY |  | GNREEQNLSD |  | LLSPICEVAN |
| NIEQNAQENE |  | NESQVSTDES |  | ENSRSPGNKS |  | DNIKPKSAPW |  | NSFLPPPPPM |
| PGPRLGPGKP |  | GLKFNGPPPP |  | PPPPPPHLLS |  | CWLPPFPSGP |  | PIIPPPPPIC |
| PDSLDDADAL |  | GSMLISWYMS |  | GYHTGYYMGF |  | RQNQKEGRCS |  | HSLN       |

A: Аланін

C: Цистеїн

D: Аспарагінова кислота

E: Глутамінова кислота

F: Фенілаланін

G: Гліцин

H: Гістидин

I: Ізолейцин

K: Лізин

L: Лейцин

M: Метіонін

N: Аспарагін

P: Пролін

Q: Глутамін

R: Аргінін

S: Серин

T: Треонін

V: Валін

W: Триптофан

Кодований геном білок за функцією належить до фосфопротеїнів. 
Задіяний у таких біологічних процесах, як процесинг мРНК, сплайсинг мРНК, нейрогенез, ацетилювання, альтернативний сплайсинг. 
Білок має сайт для зв'язування з РНК. 
Локалізований у цитоплазмі, ядрі, клітинних відростках.